# Gran Premio del Guadiana
El Gran Premio del Guadiana (oficialmente Troféu Alpendre Internacional do Guadiana) es una competición ciclista de dos días portuguesa que se disputa en los alrededores de la rivera del Guadiana. La carrera forma parte del UCI Europe Tour desde 2015, en categoría 2.2. 

## Palmarés
| Año  | Ganador     | Segundo       | Tercero       |
| ---- | ----------- | ------------- | ------------- |
| 2015 | Jordi Simón | Hernâni Broco | Ryan Anderson |

## Palmarés por países
| País   | Victorias |
| ------ | --------- |
| España | 1         |